# 布格施塔爾科格爾山

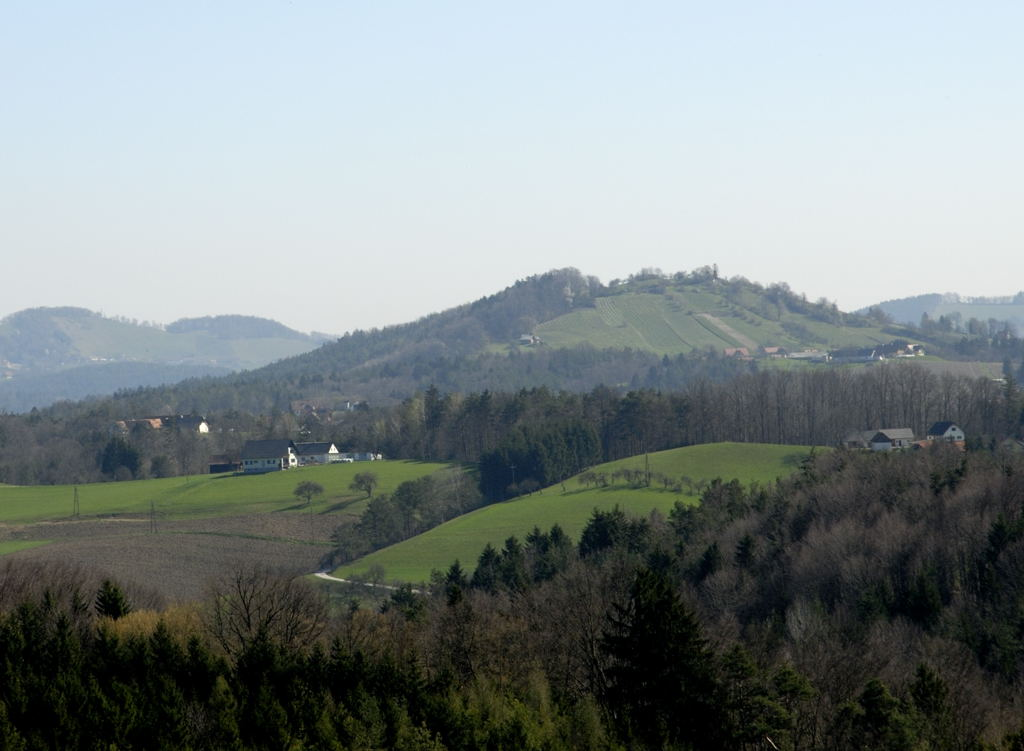

46°44′52″N 15°24′34″E / 46.747742°N 15.409527°E
布格施塔爾科格爾山（德語：Burgstallkogel），是奧地利的山峰，位於該國東南部，由施泰爾馬克州負責管轄，處於格拉茨以南約30公里，每年平均降雨量1,801毫米。